# 魔女之刃
《魔女之刃》（英語：Witchblade）是一部美国漫画系列，由Image漫畫厂牌Top Cow Productions出版，自1995年连载至今。这个系列由大卫·沃尔和马克·西尔维斯特利（编辑）、布赖恩·哈伯林和克莉丝汀娜·Z（撰稿）与迈克尔·特纳（作画）共同创作。

## 其他媒體

### 電視電影
於2000年8月27日在TNT播出的電視電影。

### 電視

#### TNT
該劇於2001年6月12日至2002年8月26日播出了兩季。

#### NBC
2017年1月，NBC宣布推出《魔女之刃》的新電視劇，凱蘿·曼托森與卡羅琳·德里斯被聘來擔任執行製片人。

#### 日本动画
於2006年4月開播並播出了24集。

### 日本小說
日本小說《ウィッチブレイド 碧の少女》於2006年8月出版。

## 外部連結
- 漫画书数据库：Witchblade
- Witchblade at Don Markstein's Toonopedia
- Top Cow （页面存档备份，存于）
- Witchblade TV series air dates and episode guide （页面存档备份，存于）
- GONZO Witchblade anime site （页面存档备份，存于） （日語）